# ماتيو فيفري
ماتيو فيفري (بالفرنسية: Mathieu Faivre)‏ هو متزحلق جبال الألب فرنسي، ولد في 18 يناير 1992 في نيس في فرنسا.

## وصلات خارجية
- ماتيو فيفري على موقع الاتحاد الدولي للتزلج (التزلج على المنحدرات الثلجية) (الإنجليزية)
- ماتيو فيفري على موقع اللجنة الأولمبية الدولية (الإنجليزية)
- ماتيو فيفري على موقع أوليمبيديا (الإنجليزية)
- ماتيو فيفري على موقع اللجنة الأولمبية الفرنسية (مؤرشف) (الفرنسية)